# 鯖瀬武
鯖瀬 武（さばせ たけし、1960年〈昭和35年〉5月23日 - ）は、日本の政治家。第11代扶桑町長（2期）。元扶桑町役場総務部長。

## 来歴
1960年（昭和35年）5月23日、愛知県丹羽郡扶桑町にて出生。扶桑町立高雄小学校、扶桑町立扶桑中学校、愛知県立丹羽高等学校を経て、愛知大学法経学部経済学科卒業。1983年（昭和58年）4月1日 、扶桑町役場に入庁。2013年（平成25年）4月1日 、健康福祉部住民課長。2017年（平成29年）4月1日 、総務部長。

### 2020年扶桑町長選挙

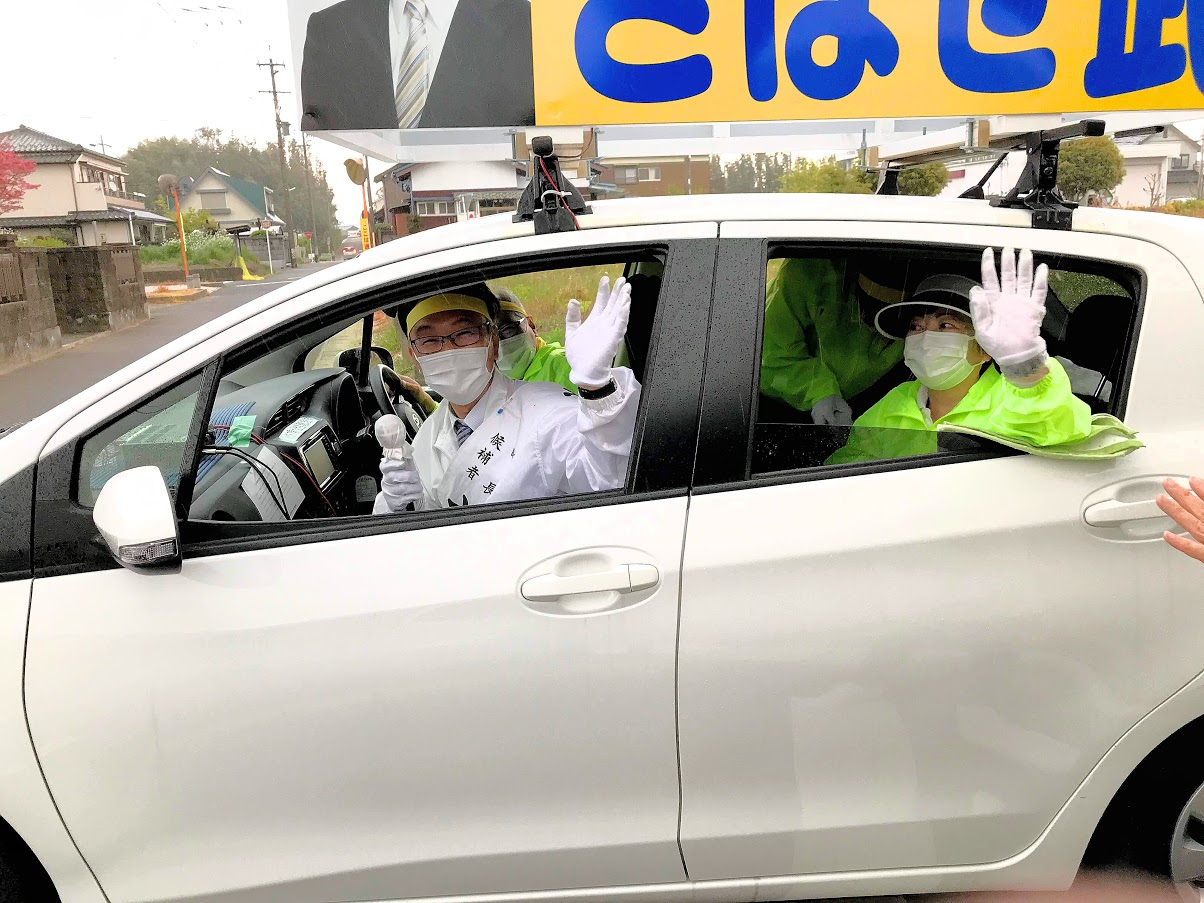
2020年4月24日、街宣車の中から支援者に手を振る鯖瀬

2019年（令和元年）5月、町長・千田勝隆と方針の違いを覚え、早期退職を申し出る。2020年（令和2年）3月31日付で扶桑町役場を退職。当初は出馬するつもりはなく、どこかに再就職するつもりだったが、親戚宅で町議らに「一緒に町を考えていかんか」と説得され、立候補を決意した。2020年（令和2年）4月2日、地元の羽根公民館で扶桑町長選挙への立候補を表明。選挙戦はかつて仕えた千田との一騎討ちとなった。立候補表明から投票日まで僅か3週間しかなく、無名の鯖瀬は短期間でどう支持を伸ばすかが課題となった。一方の千田は2期目を目指す現職であり、さらに自由民主党・公明党が千田に推薦を出したことから、鯖瀬の情勢はいっそう不利になった。なお、扶桑町は当時の自由民主党愛知県連会長藤川政人のお膝元であった。
4月21日、扶桑町長選挙告示。新型コロナウイルス感染拡大防止のため、来賓や支持者を断るなど簡略化した出陣式を開き、「準備期間は短いが、地元の協力でスタートできた。誇れる町、安心して暮らせ、笑顔あふれる町に改めたい」と決意を示した。選挙期間中は感染対策に注意を払いつつ、町内の約120ヶ所で辻立ち演説、毎朝各駅で挨拶運動を行うなどした。また、YouTubeをはじめTwitter、Instagramなど、SNSでの情報発信を積極的に行った。同月26日の投開票の結果、千田を破り初当選。
※当日有権者数：28,140人 最終投票率：38.25%（前回比：17.99pts）
| 候補者名 | 年齢 | 所属党派 | 新旧別 | 得票数  | 得票率 | 推薦・支持                 |
| -------- | ---- | -------- | ------ | ------- | ------ | -------------------------- |
| 鯖瀬武   | 59   | 無所属   | 新     | 5,656票 | 53.16% |                            |
| 千田勝隆 | 66   | 無所属   | 現     | 4,984票 | 46.84% | （推薦）自由民主党・公明党 |

5月13日、町長として扶桑町役場に初登庁。
第1期の町政については後述。

### 2024年扶桑町長選挙
2023年（令和5年）12月7日、「任期中に進めてきた政策の民意を確認したい」として、再選を目指して出馬することを表明。
2024年（令和6年）4月16日、無投票で再選。
第2期の町政については後述。

## 町政

### 第1期（2020年 - 2024年）
鯖瀬は「児童館建設費の見直し」「高齢者の移動を助ける交通システム整備」「学校給食費の補助」などを公約に掲げ、2020年（令和2年）4月26日の町長選挙で初当選。同年5月13日から第1期目の任期が始まった。扶桑町児童センターは2023年（令和5年）4月1日開館。新しい公共交通システムについては、デマンド型乗り合い送迎サービス「チョイソコふそう」を2022年（令和4年）10月3日より導入。学校給食費は2021年度（令和3年度）より第3子以降に限って無償化が実施されたほか、保育園児と小中学生の2023年（令和5年）2月から7月分、2024年（令和6年）1月から3月分も無料にした。

#### 新型コロナウイルス対策
2020年（令和2年）6月2日、町財政を補うため特別職（町長、副町長、教育長）の給与・期末手当を減額する条例案を町議会に上程。自身の月給を10％削減し、これを任期満了までの46か月間続けていく。なお、愛知県では同様に31市町長が給与の削減を行っているが、任期満了まで続けるのは鯖瀬と幸田町長の成瀬敦のみで、鯖瀬の給与削減（46ヶ月）は期間として最も長い。

#### 児童館建設

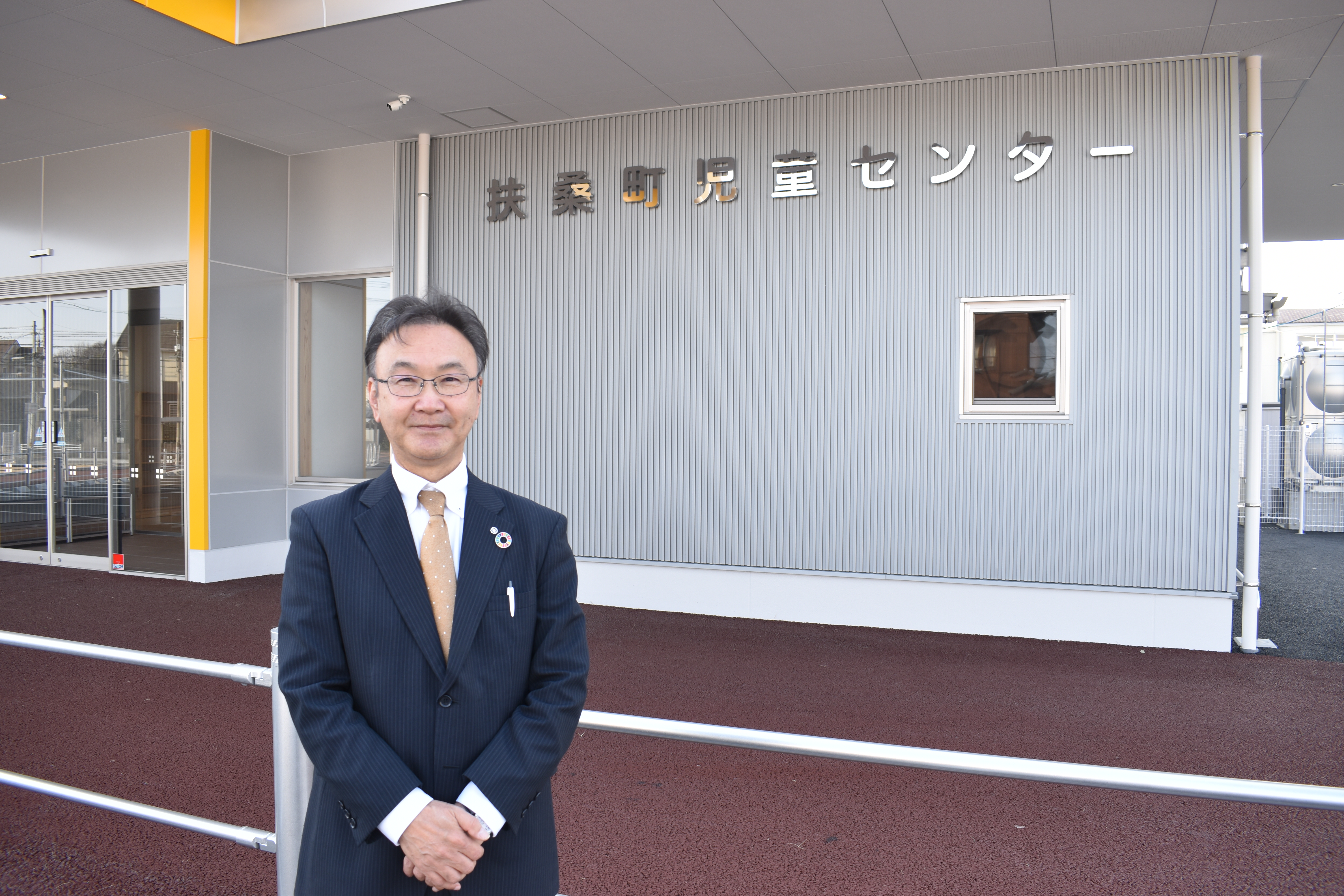
2023年3月7日、扶桑町児童センターと鯖瀬

前町長・千田勝隆が「ライフワーク」として児童館計画を推進していたが、鯖瀬は建設費だけで6億円という豪華さを「財政負担が大きすぎる」と疑問視。町長選の争点の一つになっていた。町長選で千田を下して初当選した鯖瀬は2020年（令和2年）6月9日、建設計画について「着工を見送る」と答弁。「新型コロナウイルスへの対応を最優先し、財政出動もあり得る中、建設費だけで6億円近い事業を今スタートさせることは住民の理解を得るのが難しい。着工をいったん見送り、問題点の解消とコロナ収束・経済回復の状況を見定めて計画を進めることが最適との結論に至った」と述べた。9月8日、扶桑町議会9月定例会で開館について「2023年を目標にする」と明らかにした。千田案では保健センターを併設する複合施設だったが、鯖瀬は機能を分離するよう見直し、児童館単独の建設に切り替えた。2021年、整備に1億4420万円を計上し着工。2021、22年度にかけて約3億6000万円で建設する予算案が発表された。2022年、整備に3億2600万円を計上。建設工事は2022年末に終わり、年明けから備品を購入。2023年（令和5年）4月1日に開館し、オープニングセレモニーで鯖瀬は「子どもたちが楽しい思い出を作れる場所になればと切に願っている」と挨拶した。

#### 公共交通
扶桑町には名鉄犬山線の駅が3ヵ所あるものの、路線バスなどその他の公共交通機関がなく、鯖瀬は新しい公共交通の導入を初当選時の公約として掲げていた。当選後の2020年（令和2年）6月8日の扶桑町議会にて、「できるだけ負担を抑えながら利用しやすいシステムを基本に方式を絞って導入の検討に入る」と答弁。2022年度中に運行すると時期のみ明らかにした。2021年、「地域公共交通会議」を設置。2022年（令和4年）2月24日、ワゴン車を使った新たな公共交通サービス「チョイソコ」を早ければ10月から導入すると発表し、新年度予算案にワゴン車2台の購入費など2800万円を計上した。チョイソコはトヨタグループのアイシンが開発・運営する「デマンド型乗り合い送迎サービス」で、決まったルートやダイヤはなく、好きな停留所で乗降できる。県内の複数の自治体（豊明市、幸田町、岡崎市、豊田市）が導入しているが、実証実験など一部地域に限った運行がほとんどで、町全域で運行する事例は扶桑町が初めて。2022年（令和4年）10月3日、実証運行を開始。2年間の実証期間を経て、2024年（令和6年）10月1日、本格運行に移行した。

#### 学校給食費の補助
2020年（令和2年）6月8日、「学校給食費の補助は2021年度から実施できるように制度の検討に入っている」と答えた。2021年、予算案に学校給食費無償化のため720万円を計上。第3子以降の児童生徒に限って実施された。
また、物価高騰の影響を受けている町民を支援するため、保育園児と小中学生の2023年（令和5年）2月から7月分の給食費を無料にした。
2024年（令和6年）も引き続き物価高騰に苦しむ子育て世帯の負担を軽減するため、保育園児と小中学生の1月から3月の給食費を無料にした。

#### 行政改革
副町長人事
2021年（令和3年）4月1日、副町長に扶桑町役場政策調整課長の北折廣幸を起用した。
組織改編
2022年（令和4年）12月20日、町議会で組織改編に関する条例の改正案が可決された。「生活安全部」「教育部」を新設するなど全庁的に組織を改編し、2023年（令和5年）4月から新体制で行政運営に取り組む。2007年度以来の大きな機構改革で、社会情勢の変化に合わせて業務を集約、効率化するという。国の子ども家庭庁発足を受け創設する教育部には、保育園などを所管する「子ども課」と小中学校を担当する「学校教育課」を入れ、小学校入学後に学校生活になじめない「小一プロブレム」の解消などに連携して取り組む。このほか大半の課が新たな名称になり、担当する業務も変わる。
2023年（令和5年）3月3日、同年4月1日付の人事異動を発表。
ダイヤルインの導入
2023年（令和5年）10月1日から、電話が各課に直接つながる「ダイヤルイン」を導入した。これまでは必ず電話交換手を通す必要があり、複数の電話が同時にかかると待ち時間が発生していた。今後はつながりにくさの解消や、交換手を通す手間が省けるようになる。町には電話が1日におよそ300から400件あり、電話に出る交換手は1人。午前中などは「電話が大変混み合っております」とアナウンスが流れることが日常的にあった。特に新型コロナウイルスのワクチン接種が始まった時などは問い合わせが集中し、「なかなか電話がつながらない」と苦情も相次いだ。また、町役場からの電話は全て代表電話番号で表示されていたため、どこの部署からかかってきたのか分からず、不在着信の折り返しができないなどの不便もあった。ダイヤルインは、江南市などを除き、県内のほとんどの市町村が既に導入している。
仕事始め式の廃止
扶桑町では長年、新年の業務開始日に幹部を集め、町長が訓示を述べる「仕事始め式」を行っていたが、2024年（令和6年）から廃止した。休み方改革の一環で、職員が年末年始と合わせて長期休暇を取りやすくするねらいがある。年末の仕事納め式は既に2019年から廃止されていた。

#### 移住・定住施策
2023年（令和5年）2月27日に発表した新年度予算案に、定住人口を増やすための補助金創設などを盛り込んだ。若者世帯や子育て世帯で、町外から転入した人やこれまで賃貸に住んでいた人を対象に、耐久性や省エネ性能に優れた「長期優良住宅」を購入する場合、20万円を補助する。

#### 性的少数者に対する施策
2024年（令和6年）4月1日から、性的少数者（LGBTQ）のカップルなどを公的に家族と認める「パートナーシップ・ファミリーシップ宣誓制度」を導入。

### 第2期（2024年 - ）

#### クーリングシェルターの指定
2024年（令和6年）6月24日、イオンモール扶桑をクーリングシェルター（指定暑熱避難施設）に指定した。買い物目的でなくても、暑さをしのぐためなら自由に休憩できるようになる。町とイオンが同日、指定に関する協定を結んだ。協定は、地域密着を重視するイオン側から持ちかけたもので、全国各店で協定を結んでいるが、県内のイオンでは初。また、この他に民間施設ではマックスバリュ扶桑店、公共施設では扶桑町いこいの家、扶桑町総合福祉センター、扶桑町中央公民館、高雄・扶桑東・高雄西・山名・山名西・斎藤・柏森・柏森中央の各学習等共用施設、扶桑町図書館、扶桑町総合体育館がクーリングシェルターとして指定されている。

#### 小中学校体育館へのエアコン設置

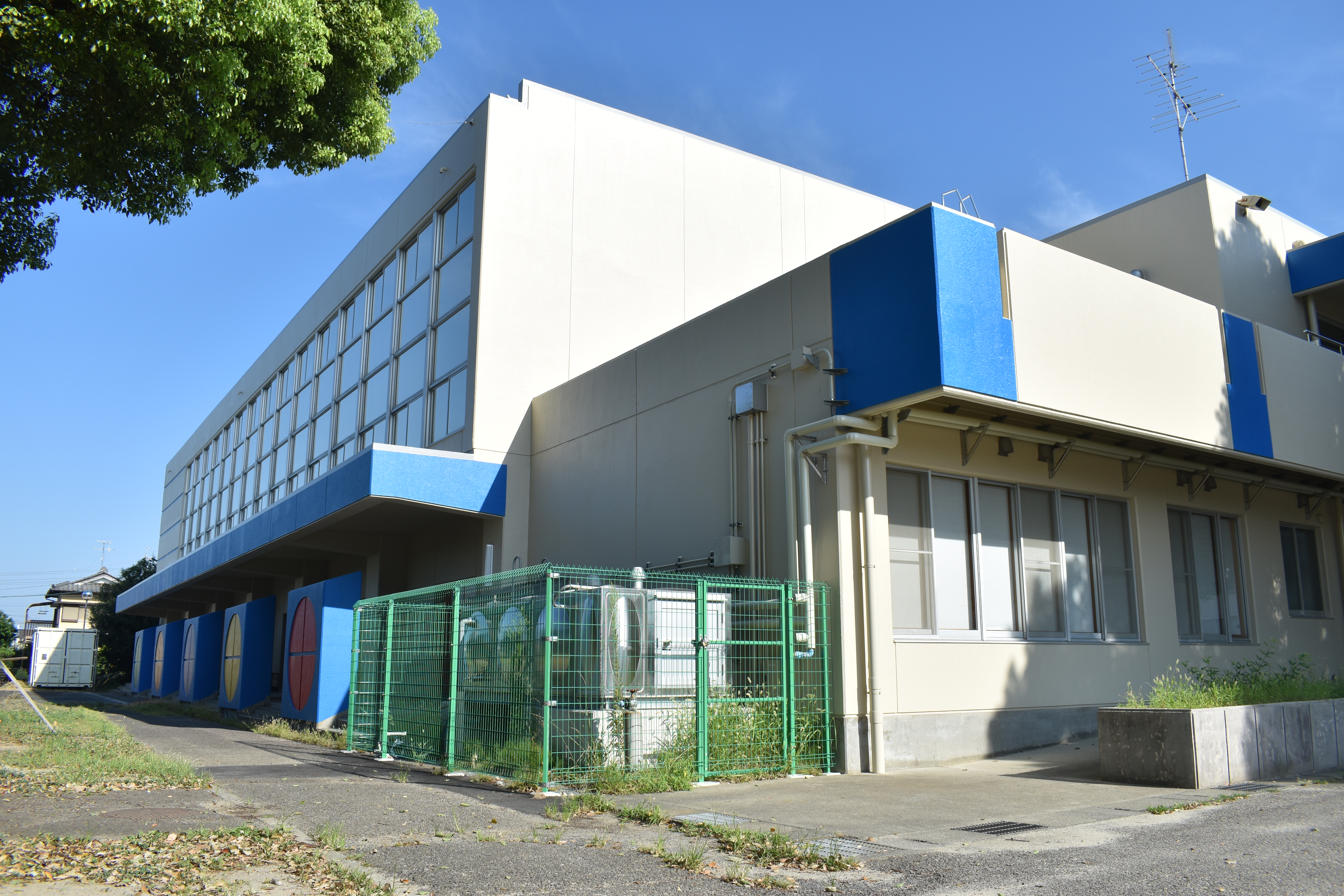
高雄小学校体育館

2025年度当初予算は4小学校体育館へのエアコン設置が目玉で、子どもたちの教育環境改善に加え、災害で避難所となった時に備える。小学校体育館に設置するエアコンは停電時にも使えるようにLPガスで動かす。学校敷地内にガスを貯蔵するガスバルクを設置する。発電機能もあり、避難所として利用する際は発光ダイオード（LED）照明をつけたり、スマートフォンを充電したりできる。7月25日、扶桑町議会臨時会で業者と2億8600万円で工事契約を結ぶ議案を可決した。工期は来年1月末までで、2月からエアコンとして利用できるようになる。また、2中学校の体育館には2026年度に設置する予定。

#### 町民への生活支援
食材費の高騰を受けて給食費は値上がりするが、増加分の50円は町が負担するため、保護者が支払う額は1食あたり小学生が240円、中学生が270円で変わらない。さらに町民の生活支援として、4ヶ月分の水道基本料（一般家庭で計2400円程度）も免除する。

#### こども誰でも通園制度
就労要件等を問わず、1～3歳未満児を月10時間まで預けられる「こども誰でも通園制度」を、2026年度からの全国実施に先駆け、斎藤保育園で8月から始める。

#### タクシー料金助成の拡充
80歳以上や一部障がい者を対象としたタクシー料金助成を拡充。近隣の三つの総合病院への利用に限って、チケット（初乗り運賃）が1度に2枚使えるようになり、使い勝手を良くする。

#### ネーミングライツの導入

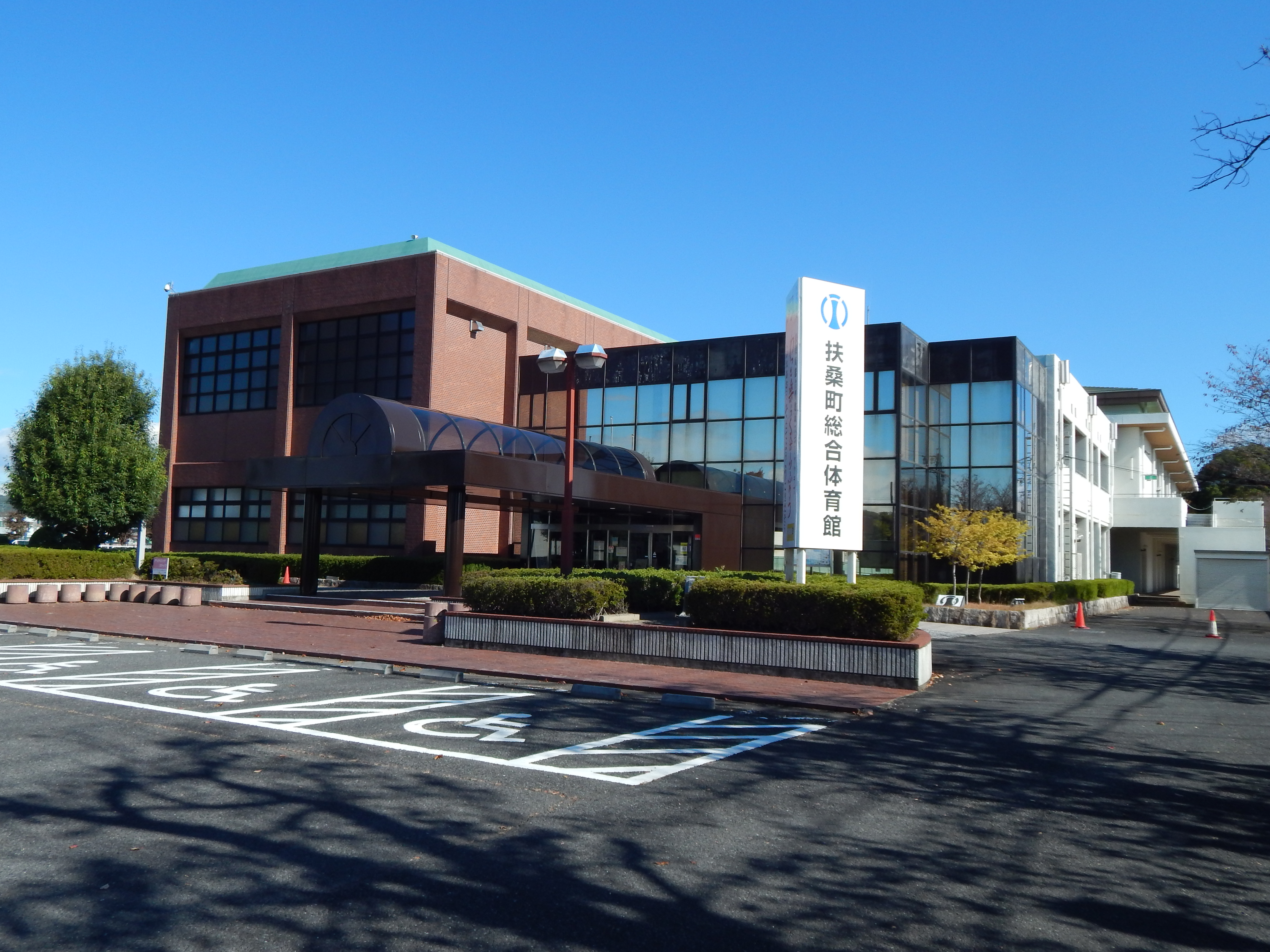
扶桑町総合体育館

2024年（令和6年）6月7日、扶桑町議会6月定例会一般質問で、ネーミングライツ導入についての質問が行われた。扶桑町周辺の自治体についての状況が質問され、犬山市、江南市、大口町でネーミングライツが導入されている状況が確認されると、「扶桑町でもネーミングライツの導入による財源増加策について早期に取り組んでいただきたいと思いますが、どうでしょうか」との要望がなされ、町は「今年度中に整理していきたい」と回答した。
2025年（令和7年）9月1日より、扶桑町総合体育館にネーミングライツを導入。愛称は「扶桑町総合体育館 ～免疫ケアで健康習慣を～」。ネーミングライツパートナーは株式会社CBCテレビで、契約期間は2028年（令和10年）8月31日までの3年間。料金は年額50万円（消費税等込み）。扶桑町では2024年（令和6年）10月より「元気な免疫プロジェクト」に参画し、体の免疫の大切さを町民に伝える取り組みを官民連携で進めている。その発信拠点として扶桑町総合体育館を位置づけ、免疫ケアを中心とした健康なまちづくりを進める。

### 各年の予算案

#### 2021年
2月25日、2021年度当初予算案を発表。
| 一般会計       | 106億900万円  | 0.4% |
| 特別会計       | 59億5121万円  | 0.5% |
| 下水道事業会計 | 10億7732万円  | 7.6% |
| 総額           | 176億3754万円 | 0.4% |

| 多機能児童館整備                     | 1億4420万円 |
| プレミアム商品券発行の商工会へ補助   | 3120万円    |
| 扶桑文化会館の緞帳巻き上げ機など更新 | 1661万円    |
| 消防団のポンプ車更新                 | 2194万円    |
| 子育て世代包括支援センター事業拡大   | 332万円     |
| 小学3～6年対象に土曜教室を実施       | 186万円     |

- 4月1日 - 副町長に北折廣幸を起用[38]。

#### 2022年
2月24日、2022年度当初予算案を発表。
| 一般会計       | 114億4300万円 | 7.9% |
| 特別会計       | 60億1527万円  | 1.1% |
| 下水道事業会計 | 11億7897万円  | 9.4% |
| 総額           | 186億3725万円 | 5.7% |

| 18歳までの医療費を9月から無料化          | 442万円     |
| 扶桑町児童センターの建設工事や備品購入費 | 3億2638万円 |
| 扶桑町立扶桑北中学校体育館の改修工事     | 7426万円    |
| 扶桑町町民プールを解体し、駐車場を整備   | 4800万円    |
| 高雄公園として借りている土地の購入       | 1億3544万円 |
| 町制施行70周年記念事業費                 | 835万円     |

- 2月17日 - 扶桑町の人口が3万5000人に到達[56]。
- 7月31日 - 扶桑文化会館で『扶桑町制70周年記念式典』開催[57]。
- 8月1日 - 扶桑町制施行70周年。
- 8月6日 - 木曽川扶桑緑地公園で『KISOGAWAリバーサイドマーケットFUSO』開催[58]。
- 10月3日 - チョイソコふそう実証運行開始[35]。
- 10月29日 - イオンモール扶桑で『PARADE&KITCHEN inふそう70th』開催[59]。京都橘高等学校吹奏楽部によるパレードが披露された[60]。
- 12月17日 - 扶桑町総合体育館で『まちキャンプナイト～ふそうの夜空にスカイランタンを～』開催[61]。町出身のアーティスト・高瀬統也らがライブパフォーマンスを行った[62]。

#### 2023年
2月27日、2023年度当初予算案を発表。
| 一般会計 | 112億5800万円 | 1.6% |
| 特別会計 | 62億1758万円  | 3.4% |
| 企業会計 | 11億8284万円  | 0.3% |
| 総額     | 186億5842万円 | 0.1% |

| 給食費の値上げ相当分を町が負担（2023年度のみ） | 1125万円   |
| 遺児手当支給額を月額6000円に倍増（同上）       | 2916万円   |
| 扶桑町立山名小学校の改修工事                   | 1億615万円 |
| 水源跡地3ヶ所に災害用井戸を設置                | 1956万円   |
| 公用車に電気自動車（EV）2台を購入              | 643万円    |
| 長期優良住宅等定住促進補助金                   | 2000万円   |

- 4月1日 - 扶桑町児童センター開館[22]。

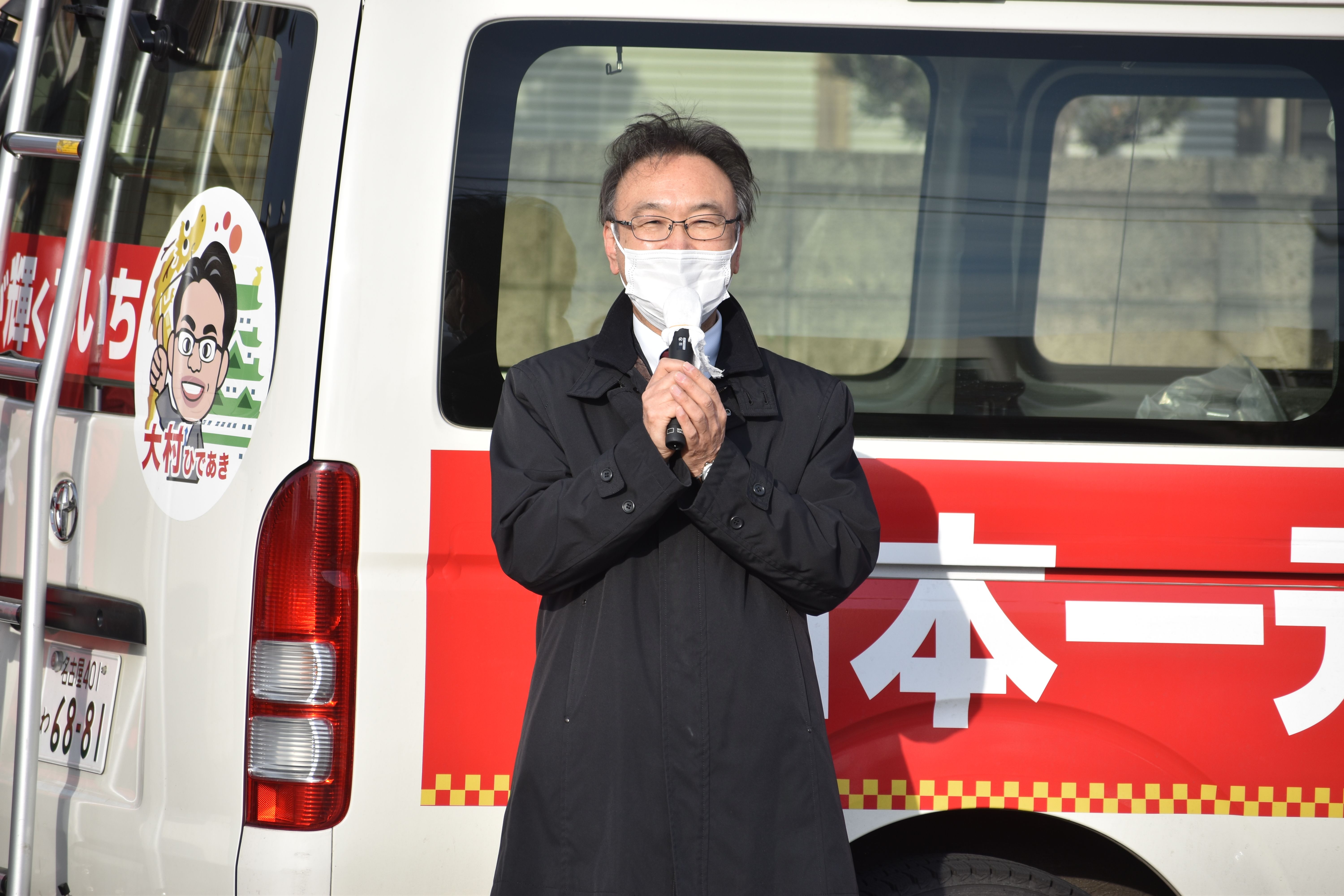
2月2日、扶桑町役場前で演説する鯖瀬

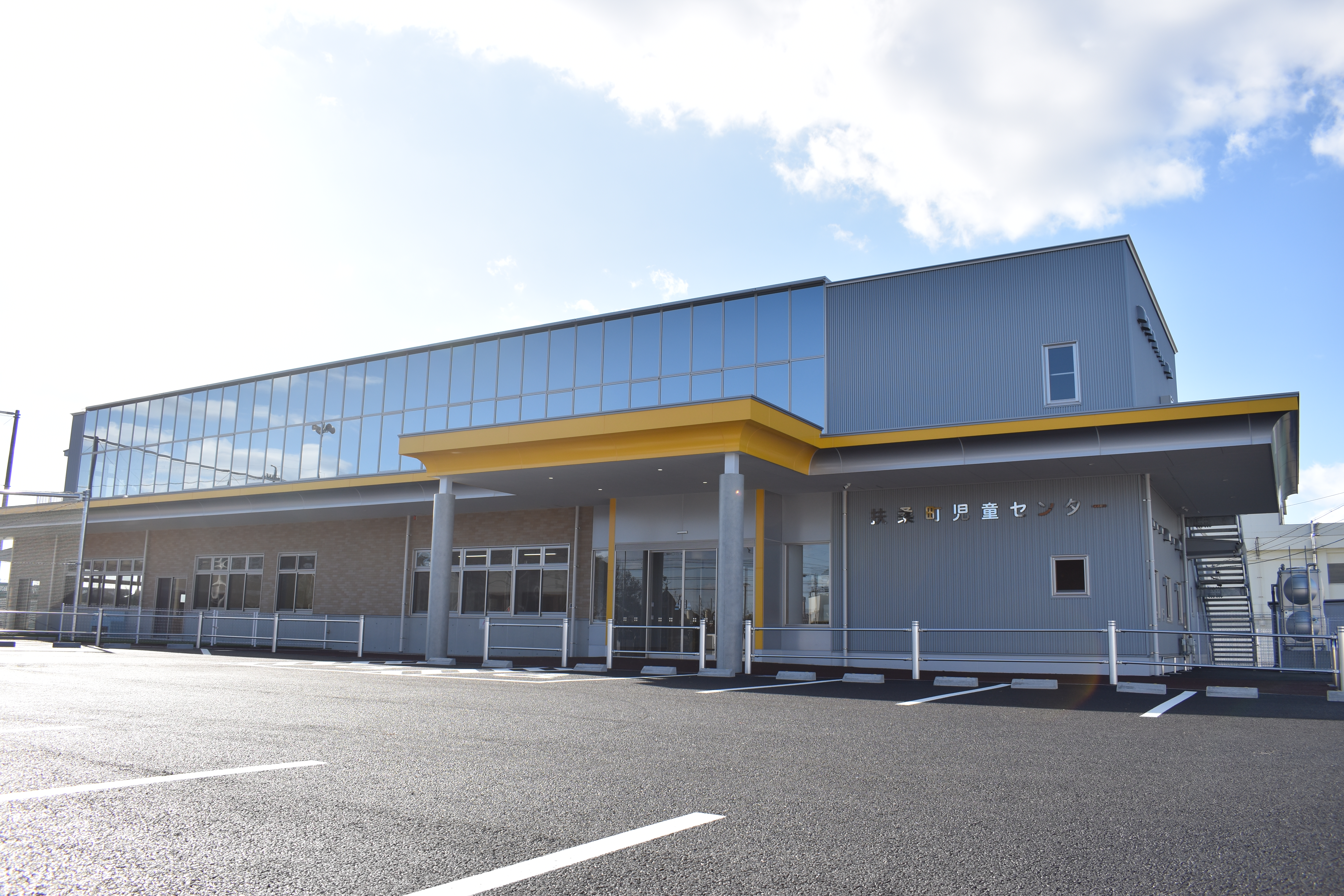
4月1日、扶桑町児童センター開館

- 10月1日 - 扶桑町役場にダイヤルイン導入[43]。

#### 2024年

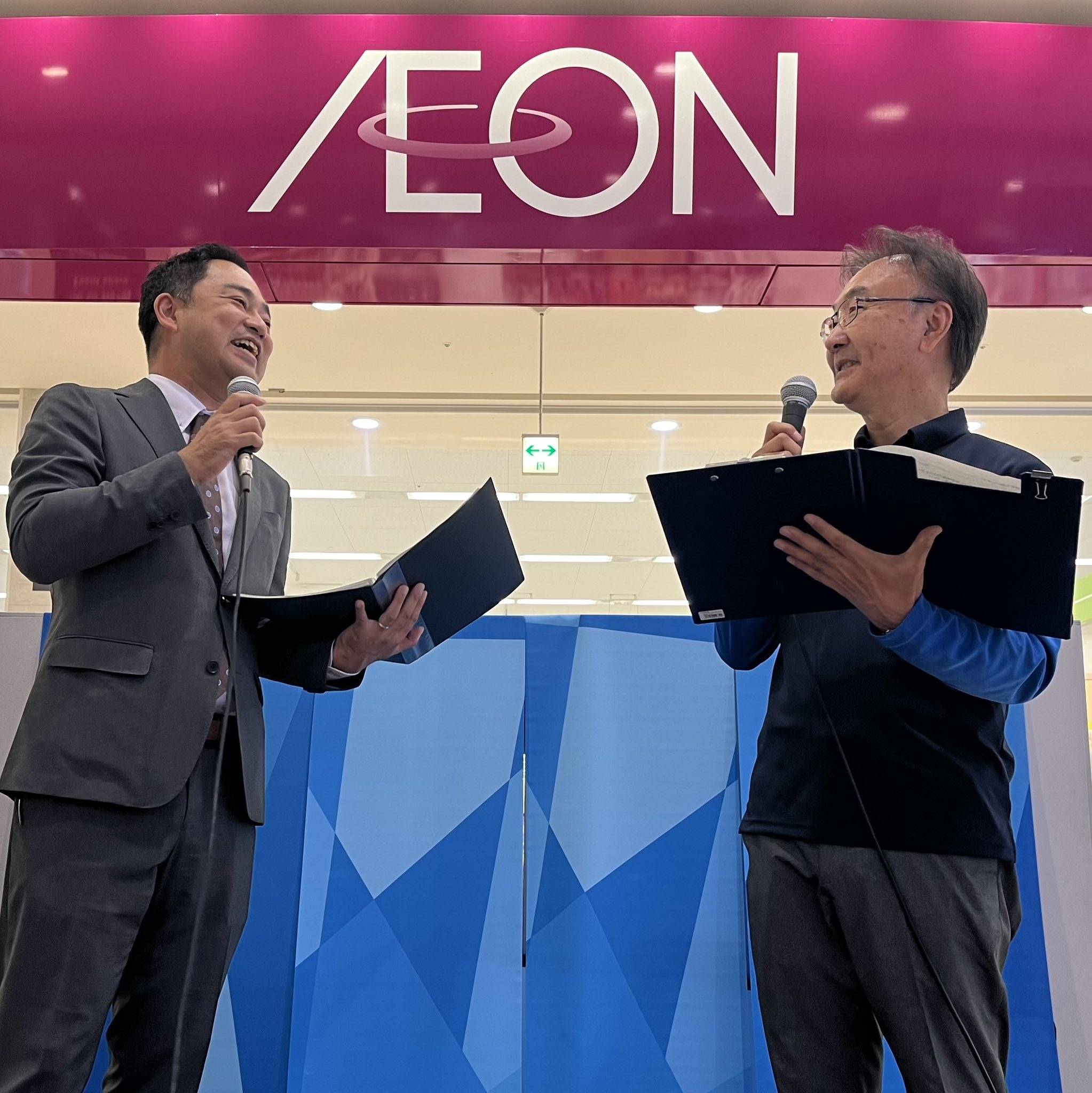
10月20日、イオンモール扶桑にて、西村俊仁（CBCテレビアナウンサー）と

2月27日、2024年度当初予算案を発表。同年1月1日に発生した能登半島地震を教訓に防災に力を入れ、災害への備えを重視した予算編成になった。一般会計は、施設整備費や人件費が増加した事などにより、過去最大の118億9600万円だった。また、4月に町長選挙を控えているため、誰が町長になっても一定の裁量を持って町政運営できる余地を残し、鯖瀬は会見で「（金額の）大きい政策的な事業は入れていない。住民サービスの低下を招かないよう、細かい施策を積み上げた予算にした」と話した。
| 一般会計 | 118億9600万円 | 5.7% |
| 特別会計 | 64億1532万円  | 3.2% |
| 企業会計 | 12億4740万円  | 5.5% |
| 総額     | 195億5872万円 | 4.8% |

| 給食費の値上げ相当分を町が負担           | 1227万円    |
| 介護保険認定者のみの世帯へのごみ出し支援 | 40万円      |
| 生活困窮者世帯へのエアコン購入費補助     | 100万円     |
| 扶桑町立高雄小学校体育館の大規模改修     | 2億3000万円 |
| 災害時用簡易トイレ袋を8800個購入         | 910万円     |
| 4小学校体育館にLPガスの空調を設置        | 1100万円    |

- 4月1日 - 「パートナーシップ・ファミリーシップ宣誓制度」導入[46]。
- 10月1日 - チョイソコふそう本格運行開始[36]。

#### 2025年
2月28日、2025年度当初予算案を発表。4小学校体育館へのエアコン設置が目玉で、子どもたちの教育環境改善に加え、災害で避難所となった時に備える。一般会計の133億円は過去最大で、前年度から約15億円も増えた。昨今の物価高騰による影響を受けたためで、事業委託や光熱費を含む物件費で4億円増え、人件費も3億円膨らんだ。加えて体育館へのエアコン設置（3億円）、自治体情報システム改修（2億円）など、大きな事業が集中し、予算額を押し上げる要因となった。町の財政事情が厳しいことから事業の見直しも実施。住宅リフォームへの補助などは廃止し、敬老観劇会も一時中止を決めるなど11事業を見直すことで約3千万円を捻出した。
| 一般会計 | 133億4000万円 | 12.1% |
| 特別会計 | 64億9571万円  | 1.3%  |
| 企業会計 | 12億9367万円  | 3.7%  |
| 総額     | 211億2938万円 | 8.0%  |

| こども家庭センター事業          | 2700万円    |
| こども誰でも通園制度の実施      | 547万円     |
| 水道料金を4ヶ月分免除           | 4862万円    |
| 小中学校の給食費を1食50円補助   | 2541万円    |
| 4小学校体育館にエアコンなど設置 | 2億9431万円 |
| 女性がんの無料受診対象拡大など  | 2239万円    |
| タクシー料金助成事業            | 1533万円    |

- 4月1日 - 副町長の北折廣幸を再任[66]。
- 8月1日 - こども誰でも通園制度実施開始[52]。
- 9月1日 - 扶桑町総合体育館にネーミングライツ導入（予定）[55]。

## 人物
- 生涯を通じて扶桑町で暮らしており、「僕は都会にあこがれがない。偉ぶるのもぜいたくも嫌い」と語る。愛知大を卒業後、22歳で扶桑町役場に就職し、37年の勤続の間、計6代の町長に仕えた。「37年の職員生活に悔いはない。異動のたびに違う部署で勉強できた」といい[9]、中でも「財政担当での経験を一番生かしてこの仕事をやれているのかと思っている。幅広い町全体の財政運営について、目が行き届く面はあると思う」と話す[45]。
- 好きな言葉は「誠実」[9]、「人事天命」[67]。趣味は自宅の修理もするという日曜大工[9]と中高大学で続けていたフォークギター[45]。愛読書は歴史書全般[67]。
- 愛知県選挙区選出の参議院議員藤川政人とは扶桑町立扶桑中学校、愛知県立丹羽高等学校の同級生で、同じ1983年（昭和58年）に扶桑町役場に入庁している[68][69][70]。

## 家族・親族

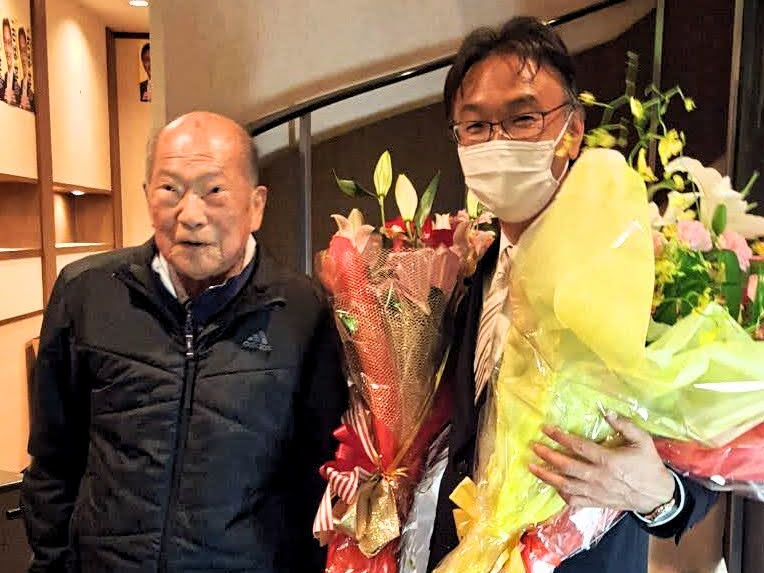
2020年4月26日、初当選を喜ぶ鯖瀬と片野春男

- 鯖瀬優（祖父） - 扶桑町議会議員（5期）。1952年、町政を施行し町となって初の町議会議員選挙の当選者。第6・9・15・17代扶桑町議会議長。
- 片野春男（伯父） - 扶桑町議会議員（7期）。元警察官。1984年、町議会議員選挙で初当選。第33・42代扶桑町議会議長。

## 役職
- 丹羽広域事務組合 - 副管理者（令和6年度・7年度）
- 江南丹羽環境管理組合 - 副管理者（令和7年度）[71]
- 尾張北部環境組合 - 副管理者（令和5年度 - ）[72]
- 愛北広域事務組合 - 副管理者（令和5年度 - ）[73]
- 愛知県町村会 - 会員[74]

## 略歴
愛知県丹羽郡扶桑町生まれ。扶桑町立高雄小学校、扶桑町立扶桑中学校、愛知県立丹羽高等学校を経て、愛知大学法経学部経済学科卒業。
- 1983年（昭和58年）4月1日 - 扶桑町役場に入庁[1]。
- 2013年（平成25年）4月1日 - 健康福祉部住民課長[1][4]。
- 2017年（平成29年）4月1日 - 総務部長[1][5]。
- 2020年（令和2年）
  - 3月31日 - 扶桑町役場を退職[6][7]。
  - 4月2日 - 扶桑町長選挙への立候補を表明[動画 1]。
  - 4月26日 - 扶桑町長選挙で現職・千田勝隆を破り初当選[75]。
  - 5月13日 - 第11代扶桑町長に就任[1]。
- 2024年（令和6年）4月16日 - 扶桑町長選挙に無投票で再選[21]。

## 出演

### テレビ番組
- 相席食堂（2022年1月25日、朝日放送テレビ）[76] - 町制施行70周年を迎える扶桑町のPRのため、山根良顕（アンガールズ）を1日観光大使に任命した[77]。